# Cihan Inan
Cihan Inan (geboren 1969 in Burgdorf) ist ein türkisch-schweizerischer Theater- und Filmregisseur, Drehbuch-/Theaterautor und Dramaturg.

## Leben
Cihan Inan ist in der Schweiz als drittes von fünf Kindern türkischer Gastarbeiter zur Welt gekommen. Während des Studiums der Philosophie und Germanistik an der Universität Bern jobbte er als Kinovorführer in Berner Kinos und ebenso als Film- und Theaterkritiker. Nach zwei Jahren als Regie-Assistent führte er 1999 zum ersten Mal Regie am Theater Freiburg. Ab 2000 war er für zwei Jahre Hausregisseur am Theater Freiburg. 2003 verfilmte er den Roman von Nick Cave «Und die Eselin sah den Engel» auf eigene Kosten und mit vielen privaten Mitteln in der Türkei. Im selben Jahr wurde das abgedrehte Filmmaterial gestohlen und blieb bis heute verschwunden. Sein zweites Drehbuch «180° – Wenn deine Welt plötzlich Kopf steht» drehte er 2009 mit der Produktionsfirma C-Films. Der Film kam am 30. September 2010 in die Schweizer Kinos. In der Spielzeit 2011/2012 war er als Chefdramaturg am Theater Neumarkt tätig. Im Jahr 2012 leitete er den dreitägigen Workshop zu Filmmusikkomposition für die ZHdK an den Solothurner Filmtagen. Seit 2012 arbeitete er immer wieder als Consultant in der Filmbranche. Seine Unterstützung bei Castings ("Youth" und "Wilder"), seine dramaturgische Beratung bei Treatments und Drehbücher für verschiedenste Filmproduktionsfirmen (u. a. "Jagdzeit", "Köpek") wie auch sein supervisorisches Sichten bei Rohschnittfassungen von Kinospiel- wie auch Dokumentarfilmen (u. a. "Above and Below", "Cahier Africaine", "Dem Himmel zu nahe") runden sein breites Interesse ab. Als Gast-Dozent für den Bereich Drehbuch und Regie war er 2018 an der freien Uni Dortmund tätig und seit 2017 immer wieder an der ZHdK für den Bereich "Masterklasse: Regie".
Von der Saison 2016/17 bis zur Saison 2020/2021 war er Schauspieldirektor am Konzert Theater Bern tätig. Am 30. September 2018 kam sein zweiter Film Zone Rouge ein Reunion-Movie in die Schweizer Kinos.
Während der COVID-19-Pandemie 2021 drehte er den Low-Budget-Psychothriller Retour in der Toskana in italienischer, deutscher und englischer Sprache. Es ist ein filmischer Bastard, ein Genre-Film, der als Familiendrama beginnt, in einen Psychothriller übergeht, der im Horror endet. Der Film kommt 2025 in die Kinos.
2024 hat er mit Edi Hubschmid zusammen die Umut Pictures GmbH gegründet. Retour ist der 1. Film vom Umut Pictures.
Cihan Inan lebt in Zürich.

## Film
- 2010: 180° – Wenn deine Welt plötzlich Kopf steht (Kino, Regie & Drehbuch)
- 2010: Vater, unser Wille geschehe (TV, Rolle: Taxifahrer)
- 2011: Tatort: Wunschdenken (TV, 2. Regie)
- 2012: Best Friends (TV, Serienrolle in 34 Folgen: Sefi Sertkaya)
- 2012: Tatort: Skalpell  (TV, 2. Regie)
- 2013: Stärke 6 (TV, 2. Regie / Rolle: Polizist)
- 2014: Wintergast (Kino, Rolle: Mustafa)
- 2014: Tatort: Zwischen zwei Welten (TV, 2. Regie)
- 2018: Zone Rouge (Kino, Regie & Drehbuch)
- 2024: Tatort: Fährmann:  (TV, Regie: Mike Schärer, Rolle: Anton Seethaler)
- 2024: Neumatt (TV, 3. Staffel, Regie: Bettina Oberli, Episodenrolle: Molkimann, 1 Folge)
- 2025: Retour (Kino, Regie, Drehbuch und Produzent / Rolle: Carl)
- 2024: Sie glauben an Engel, Herr Drowak? (Kino, Regie: Nicolas Steiner, Rolle: Ordnungsbeamter)

## Theater
- 1998: L'amant von Marguerite Duras am Theater Freiburg
- 1999: Let's talk about sex (basierend auf Linda Williams Hardcore: über den pornografischen Film) am Theater Freiburg
- 1999: Rattenjagd von Peter Turrini am Theater Freiburg
- 2000: Hautnah von Patrick Marber am Theater Freiburg
- 2000: Gier von Sarah Kane am Theater Freiburg
- 2001: Ancient Lights von Shelagh Stephenson am Theater Freiburg, deutschsprachige Erstaufführung
- 2001: Woyzeck von Georg Büchner am Theater Freiburg
- 2002: Parasiten von Marius von Mayenburg am Stadttheater Bern, schweizerische Erstaufführung
- 2003: Peanuts von Fausto Paravidino am Schauspielhaus Graz, österreichische Erstaufführung
- 2004: Die Baronin und die Sau von Michael McKenzie am Wallgraben-Theater
- 2005: Die Sicht der Dinge nach einem Gedicht von Jürg Halter, eine poetische multimediale Installation im Kino Razzia, Zürich, Uraufführung
- 2016: Mondkreisläufer von Jürg Halter am Konzert Theater Bern, Uraufführung
- 2017: Penthesilea von Heinrich von Kleist am Konzert Theater Bern
- 2018: Beresina nach einem Film von Daniel Schmid und dem Drehbuch von Martin Suter am Konzert Theater Bern, Uraufführung
- 2019: Der grosse Diktator nach einem Film von Charlie Chaplin am Konzert Theater Bern, Deutschsprachige Erstaufführung
- 2020: Paradise City nach einem Musicalscript von Cihan Inan am Konzert Theater Bern, Uraufführung

## Belege
1. ↑  Cihan Inan bleibt Schauspielchef in Bern : Rückkehr mit Vision, Nachtkritik.de vom 14. September 2018, abgerufen am 16. September 2018
2. ↑  Zone Rouge, Switzerland, September 2018, 90 Min., swissfilms.ch, abgerufen am 27. Mai 2019
3. ↑  Cihan Inan, auf crew-united.com, abgerufen am 4. November 2024
4. ↑  Zurich. Maps.com, 2000 (worldcat.org [abgerufen am 23. Juni 2021]).

| Personendaten    | Personendaten                                                      |
| ---------------- | ------------------------------------------------------------------ |
| NAME             | Inan, Cihan                                                        |
| KURZBESCHREIBUNG | türkisch-schweizerischer Drehbuchautor, Theater- und Filmregisseur |
| GEBURTSDATUM     | 1969                                                               |
| GEBURTSORT       | Burgdorf                                                           |